# Võ Văn Thưởng
Dans ce nom vietnamien, le nom de famille, Phạm, précède le nom personnel.
Võ Văn Thưởng (/vɔ˦ˀ˥ van˧˧ tʰɨəŋ˧˩/), né le 13 décembre 1970 dans le province de Hải Dương au Nord-Vietnam, est un homme d'État vietnamien, président de l'État de son élection le 2 mars 2023 à sa démission le 21 mars 2024.
Thưởng est membre du Parti communiste du Vietnam, titulaire d'une maîtrise en philosophie et d'un diplôme d'études supérieures en théorie politique. Il était membre de la 12e et de la 14e Assemblée nationale du Vietnam et membre du Comité central du Parti communiste vietnamien depuis 2011. Il est également considéré comme un proche allié de Nguyễn Phú Trọng.

## Président
Le 2 mars 2023 à 10 heures, après l'Assemblée nationale avec 488 délégués participant au vote avec 487 voix pour et 1 voix de désapprobation, Vo Van Thuong déclare avoir prêté serment en tant que président ; il occupe également d’autres fonctions liées.
Le 11 septembre, le président américain Joe Biden se rend au Vietnam, où le gouvernement vietnamien élève les relations entre les deux pays à celles d'un partenariat stratégique global. Le 11 septembre, lors de la rencontre avec Joe Biden, le président Thưởng présente un document intitulé « Một con người, một con đường và một lịch sử : HỒ CHÍ MINH – THƯ GỬI NƯỚC MỸ » (Une personne, un chemin et une histoire : Ho Chi Minh – Lettres à l’Amérique), publié par Writers Association Publishing House. Ensuite, Thưởng participe au troisième Forum de la Ceinture et de la Route en Chine et à la Conférence de l'APEC 2023 aux États-Unis, où il prononce un discours et rencontre des dirigeants de différents pays et entreprises.
Mis en cause dans plusieurs affaires de corruption, il annonce sa démission le 20 mars 2024.